# Diocesi di Temisonio
La diocesi di Temisonio (in latino Dioecesis Themisonensis) è una sede soppressa e sede titolare della Chiesa cattolica.

## Storia
Temisonio, identificabile con Karaöyükpazar nell'odierna Turchia, è un'antica sede episcopale della provincia romana della Frigia Pacaziana nella diocesi civile di Asia. Faceva parte del patriarcato di Costantinopoli ed era suffraganea dell'arcidiocesi di Laodicea.
La diocesi non è documentata in nessuna delle Notitiae Episcopatuum del patriarcato di Costantinopoli, probabile indizio che la diocesi fu soppressa o accorpata a qualche altra diocesi, oppure cambiò nome prima della metà del VII secolo, epoca in cui viene datata la prima Notitia Episcopatuum conosciuta.
Sono due i vescovi storicamente documentati di questa antica diocesi. Il concilio di Seleucia in Isauria del settembre 359 vide una forte contrapposizione tra i sostenitori della formula dell'homoousios, sancita dal concilio di Nicea del 325, e i loro detrattori, che facevano capo ad Acacio di Cesarea. Questi ultimi redassero una formula di fede che escludeva la consustanzialità come concetto estraneo alle Sacre Scritture. La formula fu sottoscritta da un gruppo di vescovi, tra cui Magno, vescovo di Themisai di Frigia, sede identificabile con Themisonio. Il secondo vescovo noto è Zosimo, che non fu presente al concilio di Calcedonia del 451; in due occasioni il metropolita Nunechio di Laodicea firmò al suo posto i documenti sinodali.
Le Quien attribuisce a questa diocesi un solo vescovo, Mattia, il cui nome appare tra i firmatari degli atti del sinodo convocato a Roma da papa Simmaco nel 503. Tuttavia questo concilio è un falso, parte di quel complesso di documenti noti come "apocrifi o falsi simmachiani". Lanzoni ricorda che la lista episcopale di questo falso concilio fu desunta «parte dai sinodi romani autentici del 499, 501 e 502, parte dal concilio di Calcedonia del 451». In effetti al concilio di Calcedonia prese parte un vescovo di nome Mattia, che apparteneva alla diocesi di Temenotire.
Dal XIX secolo Temisonio è annoverata tra le sedi vescovili titolari della Chiesa cattolica; dal 18 dicembre 2000 il vescovo titolare è Christian George Nicolas Kratz, vescovo ausiliare di Strasburgo.

## Cronotassi

### Vescovi greci
- Magno † (menzionato nel 359)
- Zosimo † (menzionato nel 451)

### Vescovi titolari
- John Aelen, M.H.M. † (2 dicembre 1901 - 13 febbraio 1911 succeduto arcivescovo di Madras)
- Paul Anton Jedzink † (30 giugno 1915 - 31 ottobre 1918 deceduto)
- Antoine-Pierre-Jean Fourquet, M.E.P. † (20 febbraio 1923 - 11 aprile 1946 nominato arcivescovo di Guangzhou)
- Pierre Bonneau, C.S.Sp. † (12 dicembre 1946 - 14 settembre 1955 nominato vescovo di Douala)
- Tomás Francisco Reilly, C.SS.R. † (22 luglio 1956 - 21 novembre 1969 nominato vescovo di San Juan de la Maguana)
- Rosendo Huesca Pacheco † (30 maggio 1970 - 28 settembre 1977 nominato arcivescovo di Puebla de los Ángeles)
- Serafino Sprovieri † (11 febbraio 1978 - 31 luglio 1980 nominato arcivescovo di Rossano e vescovo di Cariati)
- Ennio Appignanesi † (20 dicembre 1980 - 15 settembre 1983 nominato vescovo di Castellaneta)
- Gonzalo de Jesús María del Castillo Crespo, O.C.D. † (3 novembre 1983 - 14 aprile 2000 nominato ordinario militare in Bolivia)
- Christian George Nicolas Kratz, dal 18 dicembre 2000